# Лаурі Терні
Лаурі Аллан Терні (фін. Lauri Allan Törni, 28 травня 1919 року, Вііпурі, Фінляндія— 18 жовтня 1965 року, провінція Куангнам, Південний В'єтнам, з 1954 року Ларрі Алан Торні (англ. Larry Alan Thorne)) — фінський офіцер та кавалер Хреста Маннергейма, відомий як військовик, що воював у арміях трьох країн: у званні капітана армії Фінляндії, у званні унтерштурмфюрера (1941), а згодом— гауптштурмфюрера (1945) німецьких Ваффен-СС та у званні капітана (з 1960 року) армії США; він брав участь у двох радянсько-фінських війнах (Зимовій війні та Війні-продовженні), у Другій світовій та у В'єтнамській війні.
Терні загинув у гелікоптерній катастрофі під час В'єтнамської війни, звання майора армії США було присвоєне йому посмертно. Його рештки були знайдені через майже тридцять років та згодом поховані на Арлінгтонському національному цвинтарі; він — єдиний похований тут колишній учасник Ваффен-СС.

## Життєпис

### Ранні роки
Лаурі Аллан Терні народився 28 травня 1919 року у фінському місті Вііпурі (нині Виборг) у родині капітана Ялмарі Терні та Рози (до шлюбу Косонен). Первісток подружжя помер у червні 1918 року від віспи. Після Лаурі у родині також народилися дві доньки: Салме Кюлліккі (1920–2010) та Кайя Іірис (1922–2001).
Батько Лаурі був капітаном невеликих вантажних суден компанії «Suomen Sokeri» («Фінський цукор»). Родина жила у районі Гієкка (нині — Виборзьке селище) у власному триповерховому будинку, частину кімнат у якому вона здавала в оренду. Одним із орендарів був брат майбутнього олімпійського чемпіона, боксера Стена Сувіо, із яким Лаурі добре товаришував.
У дитячі роки Лаурі Терні належав до міського юнацького загону шуцкору, де хлопчики, окрім військової підготовки, отримували спортивне виховання; особливо йому вдавалися лижний спорт, бокс та стрільба, проте активної участі у політичному житті він не брав. Згодом він вступив до міського фінського реального ліцею, а на канікулах працював у магазині залізних виробів компанії Starckjohann. У 1936 році він вступив до торгового училища, проте не був особливо зацікавлений у навчанні та через рік, у віці 19 років, покинув його у віці. Лаурі прагнув вступити добровольцем до армії та заступив на службу 3 вересня 1938 року, потрапивши до кулеметної роти 4-го єгерського полку, дислокованого на Карельському перешийку у селищі Ківініємі (нині Лосєво Приозерського району). 8 жовтня Лаурі Терні приніс свою присягу. У грудні того ж року він потрапив до училища молодших офіцерів, а з 1 квітня 1939 року його направили на ветеринарні курси для молодших офіцерів. Наприкінці строкової служби, яка мала завершитися 16 листопада 1939 року, Терні мав звання капрала, проте через загрозу війни з СРСР йому довелося повернутися на службу вже наступного дня через загальну мобілізацію.

### Зимова війна (1939–1940 рр.)

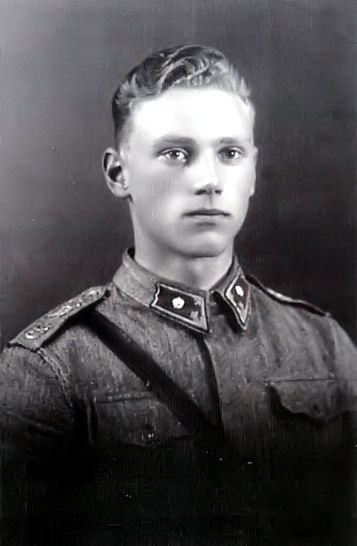
Прапорщик Лаурі Терні після закінчення кадетської школи у 1940 році

Із початком Зимової війни 30 листопада 1939 року підрозділ, у якому служив Терні, вів бої проти радянських військ неподалік міста Рауту (нині Сосново Приозерського району). Протягом усієї війни він і далі служив у 4-му єгерському полку під командуванням підполковника Мартті Нурмі.
Батальйон, у якому він служив, був згодом перекинутий на північний берег Ладозького озера у якості нападаючого підрозділу на території фінської 13-ї дивізії. Він поніс важкі втрати у січні 1940 року, а ще на початку війни у автокатастрофі загинув його командир, Мартті Нурмі. Новий командир невдовзі отримав поранення та був доправлений до польового шпиталю через крововтрату, тому йому на зміну був призначений майор Матті Аарніо, відомий пізніше під прізвиськом «Мотті-Матті». Наприкінці січня у ході боїв радянські війська були оточені у низку котлів — «мотті» (на фінському військовому сленгу) біля хутору Леметті. За їх лініями до місця боїв наближався 8-й спеціальний батальйон капітана Арттурі Нікули, із яким треба було налагодити зв'язок.
Терні викликався добровольцем у перший патруль за укріплені лінії ворога; територію також патрулювали ворожі танки. Патруль Терні вночі проник за лінії ворожих позицій та дістався командирського намету у штабі 8-го спеціального батальйону, пройшовши непоміченим повз вартових. О восьмій ранку Терні повернувся із своїм патрулем та повідомив місцезнаходження ворожих позицій та 8-го спеціального батальйону, після чого наступного вечора було проведено успішний напад на радянські позиції.
Терні, який показав свої здібності, був призначений командиром патруля, що виконував обманні дії. Після цього він був направлений до Школи офіцерів запасу, проте перед початком курсів Аарніо призначив Терні командиром шведськомовної роти 18-го особливого батальйону у зв'язку із захопленням «мотті» на захід від Леметті, оскільки офіцери роти отримали поранення. З міркувань авторитету Терні надали звання офіцера-курсанта. Атаки фінів із метою знищення «мотті» на захід від Леметті до того були невдалими, але цього разу вони були розділені на дві частини і врешті-решт їх вдалося розбити. Після цих боїв завдяки військовим репортерам почала формуватися репутація Лаурі Терні.
5 лютого 1940 року Терні був направлений на 45-й курс Школи офіцерів запасу у місті Ніінісало, де його розподілили до кулеметного взводу. На момент закінчення Зимової війни 13 березня 1940 року він ще перебував на навчанні, яке завершилося 27 квітня. Як кандидат-офіцер, Терні служив у 12-му піхотному полку міста Віролахті та був підвищений до прапорщика запасу 9 квітня 1940 року. Там само, у Віролахті, у нього був роман із «лоттою» Ілоною Еш, внучатою племінницею генерала Леннарта Еша.
Поразка у Зимовій війні та передача його рідного міста, Вііпурі, Радянському Союзу згідно з умовами Московської мирної угоди вплинули на політичні погляди Лаурі, зробивши його запеклим антикомуністом.

### Міжвоєнний період та перший набір до СС

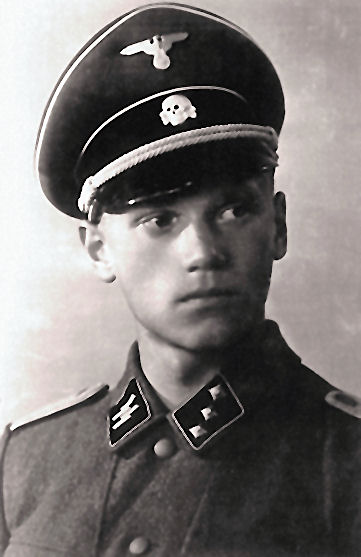
Унтерштюрмфюрер СС Лаурі Терні у 1941 році

Навесні 1941 року у Фінляндії проходив набір у добровольчий батальйон СС для служби на боці Німеччини у складі дивізії «Вікінг». Лаурі Терні також завербувався до цього підрозділу 13 травня та став одним із близько сотні офіцерів, які вирушали до Відня для проходження відповідного семитижневого навчання. Подорож почалася 2 червня, а вже з 6 червня 1941 року ім'я Терні було записане у реєстрі фінського батальйону Ваффен-СС «Нордост»; також йому було надане звання унтерштюрмфюрера СС відповідно до його звання у фінській армії.
Терні майже не володів німецькою мовою та не проявляв зацікавлення у поціновуваній німцями надмірній і даремній муштрі, тим паче що через набрану більше за потрібну кількість офіцерів для нього майже не було роботи. Це призвело до того, що через початок нової радянсько-фінської війни — Війни-продовження — 25 липня 1941 року він разом з іншими 19 фінськими офіцерами 30 липня повернувся до Фінляндії.

### Війна-продовження
Загальний наступ Карельської армії на Петрозаводськ почався 4 серпня 1941 року. Терні знову записався на службу і 8 серпня став командиром взводу у 8-му легкому підрозділі під командуванням ротмістра Ларса Реннквіста. Підрозділ був частиною 1-ї дивізії генерал-майора Уно Фагернеса, що воював у Карелії поблизу Петрозаводська. Спочатку Терні командував кулеметним, а згодом — танковим взводом. Його танковий взвод разом із бронетранспортним взводом прапорщика Кості Пауккали, який також повернувся із навчань в Австрії, розчищали шляхи перед нападаючими частинами; втім, танки через погану мобільність на бездоріжжі не могли слідувати за своїм підрозділом. Взвод Терні був підпорядкований 29-му піхотному полку підполковника Пааво Сусітайвала, що належав до 11-ї дивізії полковника Каарло Хейсканена. Дивізія у ході боїв просувалася у напрямку Пряжі, а звідти через Матроси до Петрозаводська для розвідки головного шляху. Танковий підрозділ Терні допомагав просуванню піхоти, знищуючи ворожі кулементні гнізда.
Під час перебування фінських військ у Петрозаводську Терні знову зустрівся з Ілоною Еш, яка працювала там «лоттою» продовольчого підрозділу, проте їх спілкування було коротким через продовження фінського наступу через Кондопогу на Медвеж'єгорськ. Під час медвеж'єгорських боїв Терні був змушений передати свій танк 1-й єгерській бригаді, якою командував генерал-майор Рубен Лагус.
Досягши Олонецької Карелії, фіни здійснили свою мету, і з цього часу почалася позиційна війна. У січні 1942 року Терні був призначений командиром взводу 56-го піхотного полку підполковника Матті Аарніо.
На початку березня 1942 року Лаурі Терні отримав звання лейтенанта. Він майстерно водив патрулі і далі; 23 березня він разом з двома підлеглими вирушив у самовільний рейд, оскільки за захоплення ворожих полонених давали додаткові дні відпустки. Захопити полонених їм не вдалося, проте вночі на зворотньому шляху через заметіль Терні лижами наїхав на розтяжку власної міни, встановленої раніше, був поранений численними її уламками та частково паралізований. Його підлеглі вціліли та доставили його до власних позицій на санях. Через чотири години його доправили до польового шпиталю, де уламки міни були знайдені у його правому стегні, правій руці та у районі ліктя. Згодом його перевели до військового шпиталю у місті Вааса, де він перебував майже до кінця червня 1942 року.
Йому надали відпустку для одужання, проте він з неї до лікарні не повернувся. Керівництво повідомило у 56-й піхотний полк, що лейтенант Терні пропав, проте отримало зі штабу полку відповідь про те, що Терні вже тривалий час перебуває на передовій. Виявилося, що він просто втік з відпустки на фронт та повернувся до своєї частини, де його підвищили до командира 1-ї роти.
Його полк на той час перебував на позиціях на Масельзкому перешийку та пересувався далі з північного узбережжя Онезького озера уздовж Біломорського каналу.

#### Загін Терні

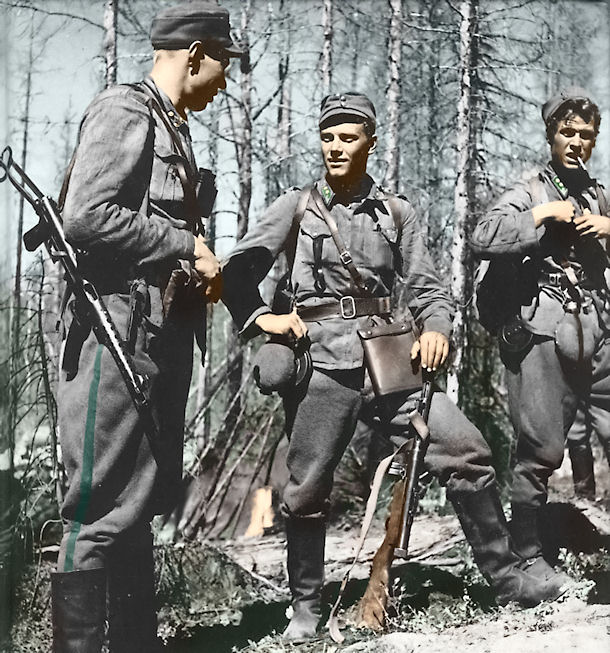
Лаурі Терні (у центрі) у перерві між боями. На фото із ним його заступник, лейтенант Хольгер Піткянен (справа) та капітан 33-го піхотного полку Пентті Райліо (зліва)

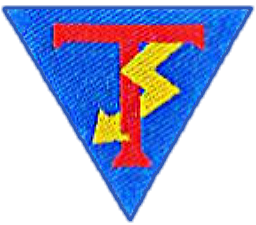
Шеврон загону Терні

У січні 1943 року було прийняте рішення створити у 1-й роті два партизанські загони, які через міркування секретності назвали єгерськими ротами; командиром однієї з них і був призначений Лаурі Терні. Навесні партизани під командуванням Терні здійснили низку коротких рейдів до ворожих позицій. Ворога намагалися спровокувати на вихід з опорних пунктів, проте здебільшого невдало. У квітні партизанські роти були розпущені, а у червні на базі 1-ї дивізії був заснований партизанський загін, командиром якого знову був призначений Терні. Цей загін здійснював диверсійні рейди, організовував засідки та встановлював міни, шукав десанти та перевіряв місцевість за лініями фронту на радянській території.
У грудні Терні отримав доручення зібрати із 150-160 добровольців підготовлену для нападних місій єгерську роту, основою якої стали бійці, що служили у розпущеному в червні партизанському загоні та у більш ранніх єгерських ротах 1-ї дивізії. Таким чином з'явився т.зв. загін Терні, офіційною датою створення якого стало 3 грудня 1943 року. Розпізнавальним знаком цієї роти став синій трикутник із червоною літерою Т та жовтою блискавкою всередині. Загін Терні став певною мірою загоном швидкого реагування командувача дивізії: його учасники мали виняткову фізичну форму, відмінні військові навички та стійкість духу. Репутація Терні, який став відомим саме через командування цим загоном, була відома по обидві сторони фронту: через ефективність його роти за голову Терні радянська сторона призначила нагороду у три мільйони фінських марок і він вважається єдиним фінським солдатом, за якого призначали нагороду, хоча цей факт інколи ставиться під сумнів, адже у СРСР в принципі не було традиції призначати нагороду за бійців ворога.
Протягом року рота дислокувалася у селищі Йоухіваара на південному узбережжі озера Сегозеро. У лютому 1944 року до неї вступив призовник із Турку на ім'я Мауно Койвісто, який згодом стане президентом Фінляндії. Койвісто у складі роти також брав участь у бою під Іломантсі.
На північному узбережжі озера розташовувалися радянські 33-тя лижна бригада та 55-й піхотний полк, які постійно надсилали патрулі для провокації фінів. У ніч із 16 та 17 березня червоноармійський батальон здійснив напад на південне узбережжя Сегозера та оточив фінський опорний пункт. На допомогу був викликаний загін Терні, який наніс удар у відповідь. Із близько трьох сотен ворожих солдат 82 загинули, а 32 були взяті в полон; у якості трофеїв були захоплені 58 пістолетів-кулеметів, п'ять вогнеметів, два ручних кулемети та 115 пар лиж. Із бійців Терні вісім загинули, а 11 отримали поранення. Командир 2-го армійського корпусу, генерал-лейтенант Пааво Талвела, передав фінським військам власну подяку та подяку від головнокомандувача Маннергейма; подяка стосувалася зокрема і єгерської роти та лейтенанта Лаурі Терні.
Із початком великого наступу радянських військ у червні 1944 року єгерська рота Терні перейняла на себе увесь сектор селища Йоухіваара, коли 14-й спеціальний батальйон був перекинутий на Карельський перешийок. 5 червня загін Терні потребувався південніше, на північному узбережжі озера Сямозеро для бою із двома атакуючими ворожими полками. У ході майже дводенного бою загін Терні наніс батальйону значних втрат: загинуло більше сотні червоноармійців, у той час, як серед бійців загону пораненими, загиблими або зниклими безвісти був 31 солдат, серед яких троє офіцерів.

#### Нагородження та кінець війни
9 червня 1944 року Лаурі Терні став кавалером Хреста Маннергейма під номером 144; у представленні до нагороди від 23 березня 1944 року командир 1-ї дивізії Уно Фагернес відзначає, що «лейтенант Терні має природжені здібності командувача, є холоднокровним та кмітливим. У ході Зимової та поточної війни він неодноразово демонстрував виняткову хоробрість, здібності та кмітливість».
Втім, представлення Фагернеса не принесло очікуваного результату. 8 липня 1944 року командир 2-го армійського корпусу, генерал-майор Ейнар Мякінен повторно представив Терні до нагороди. У поясненні він посилається на попереднє представлення Фагернеса, частково доповнюючи його, та додає: «будемо сподіватися, що лейтенант Терні отримає Хрест Маннергейма, адже його надзвичайна вдача не може тривати вічно». Лише після цього звернення головнокомандувач збройних сил Фінляндії призначив Терні кавалером ордена вже наступного дня. У своєму рішенні про нагороду він зазначив: «лейтенант Терні відзначився протягом цієї війни у якості командира єгерського взводу та роти у численних боях та диверсійних рейдах, а також протягом двох останніх років демонстрував, що має найкращі якості бійця та кмітливого командира партизанів.»
28 серпня 1944 року Лаурі Терні отримав звання капітана. 4–5 вересня набуло чинності перемир'я між Фінляндією та Радянським Союзом.
У жовтні 1944 року Терні разом із унтер-офіцером Арво Мянністе брав участь у схові зброї у лісах біля Ено на випадок радянської окупації Фінляндії після укладення мирної угоди; цей сховок був влаштований за власною ініціативою Терні та не мав нічого спільного із відомою у Фінляндії справою про сховки зброї. Терні та Мянністе заховали в лісі три ящики зброї, вісім ящиків із боєприпасами та 36 ручних гранат разом із особистою зброєю Мауно Койвісто, ручним кулеметом ДП. Арво Мянністе розкрив місцезнаходження сховку лише у 1993 році, а ручний кулемет Мауно Койвісто наразі експонується у Військовому музеї Гельсінкі.
Згідно із умовами Московського перемир'я Фінляндія мала вивести колишні союзні німецькі війська зі своєї території, тим самим почавши Лапландську війну. Більша частина солдат фінської армії на той час була демобілізована, а колишніх фінських СС-івців не могли взяти на війну проти Німеччини через принесену ними присягу цій країні — яку, втім, Терні насправді не приносив.
Лаурі Терні подавав прохання на участь у Лапландській війні, проте йому було відмовлено, і 4 грудня 1944 року Терні був офіційно демобілізований. Після демобілізації він жив із батьками у Ваасі.

### Служба у Німеччині
Під час життя у Ваасі Терні зустрівся із Солму Корпелою — одним із своїх товаришів, із яким разом служив у СС в 1941 році. Корпела попросив Терні зустрітися із Артуром Бйорклундом, представником пронімецького спротиву, створеного у Фінляндії після розриву стосунків з Німеччиною; троє зустрілися у ресторані у Ваасі. Пронімецький спротив намагався таємно вербувати фінських офіцерів, щоб надати їм навчання на курсах саботажу та спротиву у Німеччині на базі Зондеркоммандо Норд, який належав німецькій розвідці. У випадку радянської окупації Фінляндії фінський рух спротиву мав би виступити зі зброєю за підтримки Німеччини. Сам Терні мав би після закінчення навчання працювати інструктором інших учасників спротиву у Фінляндії. На той час Фінляндія вела проти Німеччини Лапландську війну, а отже такий намір фактично означав перехід на сторону ворога.

### Друга поїздка до Німеччини
Терні прийняв цю пропозицію та вночі 22 січня 1945 року вирушив на німецькому підводному човні із міста Крістінестад, куди він із іншими офіцерами дістався на риболовецькому човні із невеликого села поблизу. 28 січня він прибув до Герінгсдорфа. Перший етап навчання почався вже наступного дня і включав у себе майже тиждень 14-годинних курсів, що продовжувалися на двотижневих командирських курсах диверсантів у Штеттіні. Звідти Терні повернувся назад до Герінгсдорфа, де також пройшов курс асистента штабного офіцера разом із чотирма іншими фінськими офіцерами СС. Терні продовжив навчання разом із іншими фінськими офіцерами СС на початку квітня на поглиблених курсах СС у Нойштреліці, які тривали лише тиждень.
Після повернення із Нойштреліца до Герінгсдорфа фінам розповіли, що їх мають відправити до місць діяльності удо Швеціїю, Фінляндії та Радянського Союзу. В очікуванні подальших інструкцій вони продовжували курси шпіонажу та розвідки, які завершилися, коли німецькі війська, що відступали, почали збиратися на острові Узедом. Будівлю готелю Golf Casino, у якому розміщувалася Зондеркоммандо Норд, мала бути передана штабу фронтових військ, тому Терні разом з іншими був евакуйований до міста Фленсбург неподалік данського кордону. До відправлення фінам видали нові паспорти, і у паспорті Терні його ім'ям було Аулі Хаапалайнен (фін. Auli Haapalainen).
Із Фленсбурга капітан-лейтенант Александр Целларіус наказав фінам перевдягнутися у цивільне та вирушити через Данію до Норвегії, де вони мали відрапортувати відповідним особам. Втім, подорож до Норвегії пройшла не за планом — фінам довелося уникати німецьких військ, що поверталися в Німеччину із Данії, та військ союзників, що висадилися на території між Куксгафеном та Гассумом. Їм довелося повернутися до Кільського каналу, звідки вони повторно вирушили до Норвегії. Зустрівши британські війська, фіни розповіли, начебто вони працювали в оборонній промисловості у Німеччині та щойно втекли із концентраційного табору; також вони висловили бажання приєднатися до британських військ у боротьбі проти Німеччини, проте британський командир на це не згодився, адже Британія перебувала у стані війни з Фінляндією. Фінам наказали продовжувати свій шлях до Данії та вийти там на зв'язок із місцевою військовою поліцією; вони виконали цей наказ, а данська військова поліція доправила їх до міста Обенро, де передала їх державній поліції країни. Після допитів їх перевезли до Копенгагена, де вони зв'язалися із фінським консульством та попросили про документи для переїзду до Мальме. Звідти вони вирушили далі до Осло, де відзвітувалися згідно із наказом Целларіуса міській німецькій поліції. Звідти чоловіків направили до набраної із фінів роти СС, що діяла у Норвегії, до штабу якої призначили Терні.
Згідно із протоколом допиту державної поліції, Терні не був у складі групи, що подорожувала до Осло; замість цього він дізнався про це від СС-івця Кая Лаурелля, який розповів про те, що вони також сховали узяті із каси поліції СС більше 10 мільйонів фінських марок на кордоні Швеції та Норвегії.
За словами самого Терні, він вирішив вирушити на навчання до Німеччини, щоб у разі потреби діяти на боці уряду, а коли німці почали вимагати від нього шпигунства на їх користь, він відмовився та був відправлений на фронт, де здався військам союзників. Терні також розповідав, що намався потрапити до британської армії.
Солдати, що служили в СС, мали на лівому біцепсі татуювання із власною групою крові. Своє татуювання Терні пізніше у США зрізав ножем.

### Кінець Другої світової війни
Про останній період служби Терні в Німеччині існує кілька версій. За однією із малоймовірних версій Терні вирушив на радянський фронт для командування німецьким батальйоном морської піхоти та після боїв там здався із своїми підлеглими американським та британським військам. Згідно із іншою версією, Терні не мав можливості воювати — його разом із товаришами арештував американський солдат, після чого Терні втік із британського табору для військовополонених через тиждень після закінчення війни та вирушив через Данію до Норвегії, а звідти до Фінляндії.
Згідно із новішими даними Терні, який отримав звання гауптштурмфюрера 15 квітня 1945 року, разом зі своїми товаришами із СС Солму Корпелою та Югані Сарасало зустрів у північній Німеччині війська генерала Вільгельма Штайнера; на той час радянські війська та армія союзників вже майже зустрілися. У ході боїв Сарасало відокремився від них. Терні зібрав із німецьких солдат загін для боїв поблизу аеродрому Хаґенов проти червоної армії, та згодом здався американцям попри протести з радянського боку. Через тиждень Терні та Корпела здалися британцям, які отримали контроль над територією. Врешті-решт Терні і Корпела просто вийшли із любекського табору для військовополонених, що не охоронявся, та повернулися до Фінляндії за допомогою підробних паспортів у липні 1945 року.

### Повернення до Фінляндії
Терні повернувся до Фінляндії влітку 1945 року. Червона державна поліція Валпо арештувала його по прибутті до Турку та відправила потягом до табору для інтернованих на Ганко, проте під час зупинки у міста Кар'яа йому вдалося втекти із потяга та дістатися Гельсінкі, де він оселився разом із батьками, які покинули дім у Вііпурі після його окупації радянськими військами. Проте він не міг знайти постійної роботи, що могло бути пов'язаним із його минулим в СС.
Валпо повторно арештувала Терні у його квартирі в Гельсінкі у зв'язку з обшуком 12 квітня 1946 року. Його помістили під нагляд, а згодом притягли до суду. Його визнали винним у державній зраді та незаконному перетині кордону, а також позбавили його цивільної довіри на чотири роки та військового звання у фінській армії. Хоча Валпо була під керівництвом комуністів, надвірний суд Турку, а особливо верховний суд лишалися незалежними. Надвірний суд Турку засудив Терні 10 січня 1947 року через державну зраду до шести років ув'язнення, що було мінімальним строком позбавлення свободи за подібний злочин. Верховний суд затвердив вирок 21 травня 1947 року. Підставою для вироку був вступ на службу до ворога після початку війни між Фінляндією та Німеччиною (15 вересня 1944 року) та участі у якості агента у створенні пронімецького руху спротиву в Фінляндії. У липні 1947 року Терні за допомогою охоронця просто вийшов із в'язниці в Турку, проте його затримали в Оулу 31 липня на шляху до Швеції разом з його товаришем з СС Ууно Велі Корпелою та відправили до в'язниці міста Рійгімякі, звідти він також кілька разів намагався втекти, проте невдало.
У 1948 році Терні був звільнений умовно; цей строк мав тривати до 1953 року, проте тодішній президент країни Ю.К. Паасіківі помилував його 23 грудня 1948 року та Терні був звільнений достроково.

### Еміграція та шлях до США
Радянський уряд, втім, все ще бажав засудження Терні за військові злочини. У 1949 році Терні вирішив виїхати до Швеції, куди до того мігрувала й низка інших офіцерів фінської армії. Разом із своїм другом та колишнім заступником за часів командування єгерською ротою лейтенантом Хольгером Піткяненом він перетнув кордон між містами Торніо та Гапаранда за допомогою морського паспорту іншої людини. Звідти вони на потязі дісталися Стокгольма, поблизу якого згодом проживали зокрема у графині Вери фон Ессен у замку Скуклостер, яка давала прихисток й іншим фінським офіцерам після війни. Згодом Хольгер Піткянен був арештований та доправлений назад до Фінляндії.
У Швеції 1 січня 1950 року Терні заручився. Його наречена, шведська фінка Мар'я Копс, для цієї події таємно привезла із Фінляндії його військову уніформу. Згодом через бажання заробити грошей для утримання майбутньої родини Терні із морським паспортом у якості шведського моряка вирушив на судні «Bolivia» із Гетеборга до Венесуели, що дуже засмутило його наречену. Протягом очікування вона вийшла заміж за лікаря з Іспанії та більше ніколи не зустрічалася із Терні. У 2000 році вона загинула в автокатастрофі, проте встигла дізнатися у 1999 році про пошуки місця аварії гелікоптера, на якому розбився Терні, та написала пам'ятного листа на випадок можливого похорону колишнього нареченого. Він був зачитаний згідно із її бажанням представником Гільдії пам'яті Лаурі Терні на його похороні, що відбувся на Арлінгтонському цвинтарі 26 червня 2003 року.

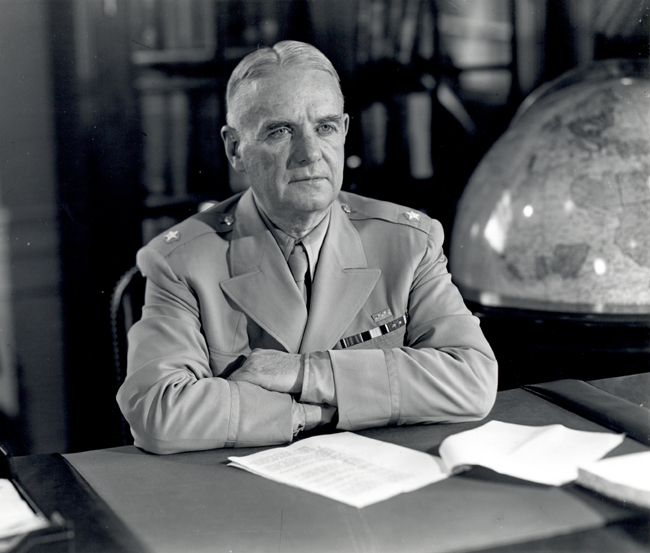
Вільям Донован, голова УСС, зв'язався із Терні та допоміг йому отримати дозвіл на проживання у США та вступити на службу до збройних сил.

Терні прибув до аванпорту Каракаса, Ла-Гуайри, де його зустрів його колишній командир часів Зимової війни, полковник Матті Аарніо, що оселився у Венесуелі після від'їзду з Фінляндії по закінченню війни. Наприкінці літа 1950 року у Каракасі Терні із фальшивим паспортом записався матросом на норвезьке вантажне судно «Libre Villa», яке прямувало до Сполучених Штатів. Коли судно знаходилося у Мексиканській затоці неподалік від міста Мобіл штату Алабама, Терні стрибнув за борт та вплав дістався берега. Звідти він вирушив до Нью-Йорка, де йому допомогла місцева фінсько-американська громада, що проживала у «Фіннтауні» в Брукліні; там він працював столяром та прибиральником. У серпні 1953 року Терні отримав посвідку на проживання у США завдяки допомозі колишнього голови Управління стратегічних служб Вільяма Джозефа Донована, юридична фірма якого домоглася ухвалення Конгресом спеціального акту, що отримав назву «Lex Törni».
27 січня 1954 року він у віці 35 років заново вступив до армії на підставі чинного на той момент закону Лоджа-Філбіна.

### Служба в армії США
Лаурі Терні пройшов курс молодого бійця у Форт-Діксі штату Нью-Джерсі, навчання для дій на гористій місцевості та при холодній погоді — у Форт-Карсоні штату Колорадо, а курс парашутної підготовки — у Форт-Беннінгу штату Джорджія. Під час служби в армії США він потоваришував із іншими колишніми фінськими офіцерами на чолі із полковником Алпо Марттіненом, які свого часу також емігрували до США та вступили до армії на підставі закону Лоджа-Філбіна. Деякі із цих офіцерів перейшли до Сил спеціальних операцій після їх створення у 1952 році; серед них також був і відомий фінський військовослужбовець Олаві Алакулппі. За їх підтримки Терні також вдалося вступити до ССО, базовий курс підготовки яких він пройшов у гарнізоні Форт-Брегг штату Північна Кароліна.
У квітні 1955 року Терні був підвищений до капрала, а 26 липня того самого року він отримав американське громадянство та змінив своє ім'я на Ларрі Алан Торні. Під час служби в ССО він був інструктором на курсах ходіння на лижах, виживання, альпінізму та партизанських тактик. Також він пройшов парашутні курси та у листопаді 1955 року був підвищений до сержанта.
У 1956 році Терні за рекомендацією Алпо Марттінена був направлений на курси офіцерів-зв'язківців до Форт-Гордона штату Джорджія, після закінчення яких отримав звання лейтенанта. З літа 1957 року Ларрі Торні служив офіцером 11-ї повітряно-десантної дивізії у місті Бад-Тельц на території ФРН. Далі він продовжив службу у лавах 10-ї групи ССО та пройшов у березні 1960 року курс альпійських єгерів в Італії, ставши першим офіцером армії США, який його завершив. У тому ж році він отримав звання капітана.
Під час служби у Німеччині Торні кілька разів відвідував рідних у Фінляндії. Також у цей час він знявся у навчальному фільмі про діяльність ССО під назвою "Phantom Soldiers", що знімався у 1959 році, проте вийшов на екрани у 1962 році; Торні у цьому фільмі показаний лейтенантом 10-ї групи ССО, у якій служив до 1962 року.

#### Місія в Ірані
У січні 1962 року у горах на півночі Ірану розбився американський військовий літак із розвідувальним радіо-, фото- і навігаційним обладнанням та секретними документами на борту. Передусім було завдання знайти екіпаж літака, тому на місце аварії у горах Загрос на висоті 4300 м відправили два рятувальні загони, — іранський та німецький, проте їм це не вдалося. У червні того ж року до місця аварії було відправлено американський рятувальний загін ССО, керівниками двох груп якого були Ларрі Торні та Герберт Шандлер. Група Торні у складі восьми осіб прибула на місце і знайшла уламки літака та тіла двох членів екіпажу поблизу. Частина обладнання зникла, тому група забрала його залишки та підірвала уламки. Пізніше на місці було знайдене тіло третього члена екіпажу.
Участь Торні у цій операції забезпечила йому гарну репутацію в армії.

#### В'єтнам
Торні був у В'єтнамі двічі. Вперше він вирушив туди у листопаді 1963 року у складі загону ССО А-734 і спочатку перебував на базі Чау-Ланг у районі Тінх-Б'єн, де згодом була створена нова база Тінх-Б'єн. Вони знаходилися на півдні В'єтнаму неподалік від кордону з Камбоджею та за сприяння Торні вели активну діяльність проти В'єтконгу. Торні також діяв спільно із загонами Програми цивільної нерегулярної оборони та був нагороджений двома Пурпуровими серцями і Бронзовою зіркою за поранення та доблесть, проявлені у битві після нападу в'єтконгівців на табір ПЦНО в Тінх-Б'єні. Цю битву згодом описав Робін Мур у своєму романі «Зелені берети».
У грудні 1964 року Терні повернувся до В'єтнаму разом з 5-ю групою ССО. У лютому 1965 року Терні був переведений до підрозділу MACV–SOG, що спеціалізувався на веденні спецоперацій та нетрадиційних бойових дій у В'єтнамі, у якості військового радника.
У жовтні 1965 року Торні брав участь у секретній операції «Shining Brass», метою якої була локалізація Стежки Хо Ші Міна, яку використовували партизани В'єтконгу. День відправлення кілька разів переносився через дощову і туманну погоду, яка становила небезпеку у гористій місцевості. Врешті-решт датою проведення операції було обрано 18 жовтня. Торні мав контролювати першу секретну місію цієї операції: локалізувати повороти на Стежці Хо Ші Міна та знищити їх за допомогою авіаударів.
Два гелікоптери H-34 ВПС Республіки В'єтнам, на борту одного з яких був Торні, вилетіли з табору ССО у Кхам-Дуці та перетнулися із літаком Повітряних сил США за несприятливих погодних умов у гірській місцевості району Фуок-Сон провінції Куангнам у 40 км від Дананга. Один із гелікоптерів встиг прорватися через погоду та висадити свій екіпаж, а другий, із Торні та другим екіпажем на борту, разом із американським літаком лишився у небі поблизу, чекаючи підтвердження від першого гелікоптера. Проте коли перший гелікоптер повернувся, піднявшись над хмарами, другий гелікоптер та літак зникли. Згодом було встановлено, що гелікоптер зазнав катастрофи у сутінках та під час сильної грози, врізавшись у гору. Рятівні загони не змогли ідентифікувати місце аварії, і капітан Ларрі Торні був оголошений тим, що пропав безвісти, 18 жовтня 1965 року. Невдовзі після зникнення Торні був підвищений до майора, що було підтверджено у грудні того ж року, та посмертно нагороджений орденом Легіону Заслуг та Хрестом льотних заслуг. 19 жовтня 1966 року він був оголошений загиблим.
Він загинув на території Лаосу, проте офіційних заяв з цього приводу або пошукових експедицій через політичні причини не можна було проводити, адже Лаос був нейтральною країною, у якій солдати США не мали права перебувати, тому офіційним місцем його смерті було затверджено територію неподалік Дананга.
У Фінляндії Терні не оголосили померлим, проте його батько разом із двома сестрами влаштували на честь нього церемонію пам'яті у Гельсінкі 12 лютого 1967 року, на якій були присутні і колишні члени загону Терні, які згодом влаштовували спільні вечори товаришів по службі.

### Пошуки
Передовий авіаконтролер, літак O-1E "Birddog", що розвідував погоду під час того вильоту, також зник на зворотньому шляху у Данангу із двома особами на борту.
Завданням американського загону JTF-FA був пошук зниклих солдат, адже навіть після В'єтнамської війни більше тисячі солдатів вважалися і  надалі зниклими безвісти. У 1998 році сестри Терні дізналися, що загін JTF-FA, ймовірно, знайшов місце, де розбився його гелікоптер: за словами одного із мешканців села Фуок-Мю, що був на полюванні, високо на горі на важнопрохідній місцевості знаходилися невідомі уламки гелікоптера.
У липні 1999 року загін JTF-FA надіслав на місце аварії пошукову групу, у якій також брали участь п'ятеро фінів, серед яких був і племінник Лаурі Терні. Місце аварії знаходилося високо в горах неподалік від кордону з Лаосом. Члени експедиції летіли до місця призначення на гелікоптері, місце посадки якого було у кількох сотнях метрів від місця аварії.
Антрополог Денніс Деніелсон, який був у складі групи та вів дослідження, встановив, що гелікоптер Терні, врізавшись у схил скелі, вибухнув та загорівся. На місці аварії також були знайдені оплавлені шматки алюмінію, скла, патронів, куль та частини власне гелікоптера, найбільшою з яких був двигун. Завдяки серійному номеру на лопасті ротора вдалося встановити, що мова йдеться саме про гелікоптер, на якому розбився Терні; також була знайдена його особиста зброя — шведський пістолет-кулемет Carl Gustav m/45. При просіюванні були знайдені дрібні уламки кісток та зуб, запломбований на європейський зразок.
Рештки членів екіпажу були доправлені до США після церемонії в аеропорту Ханоя Нойбай, на якій були присутні зокрема тодішня Державна секретарка США Мадлен Олбрайт та посол США у В'єтнамі Піт Пітерсон. Формально факт того, що частина решток належала Терні, було встановлено навесні 2003 року на підставі стоматологічної карти; рештки в'єтнамців-членів екіпажу гелікоптера були ідентифіковані за допомогою двох аналізів ДНК та одного солдатського жетона. Оскільки рештки усіх загиблих було украй важко відділити одне від одного, їх поховали у спільній могилі. Таким чином справу 0174, а отже, і долю Лаурі Терні, було врешті-решт розкрито.

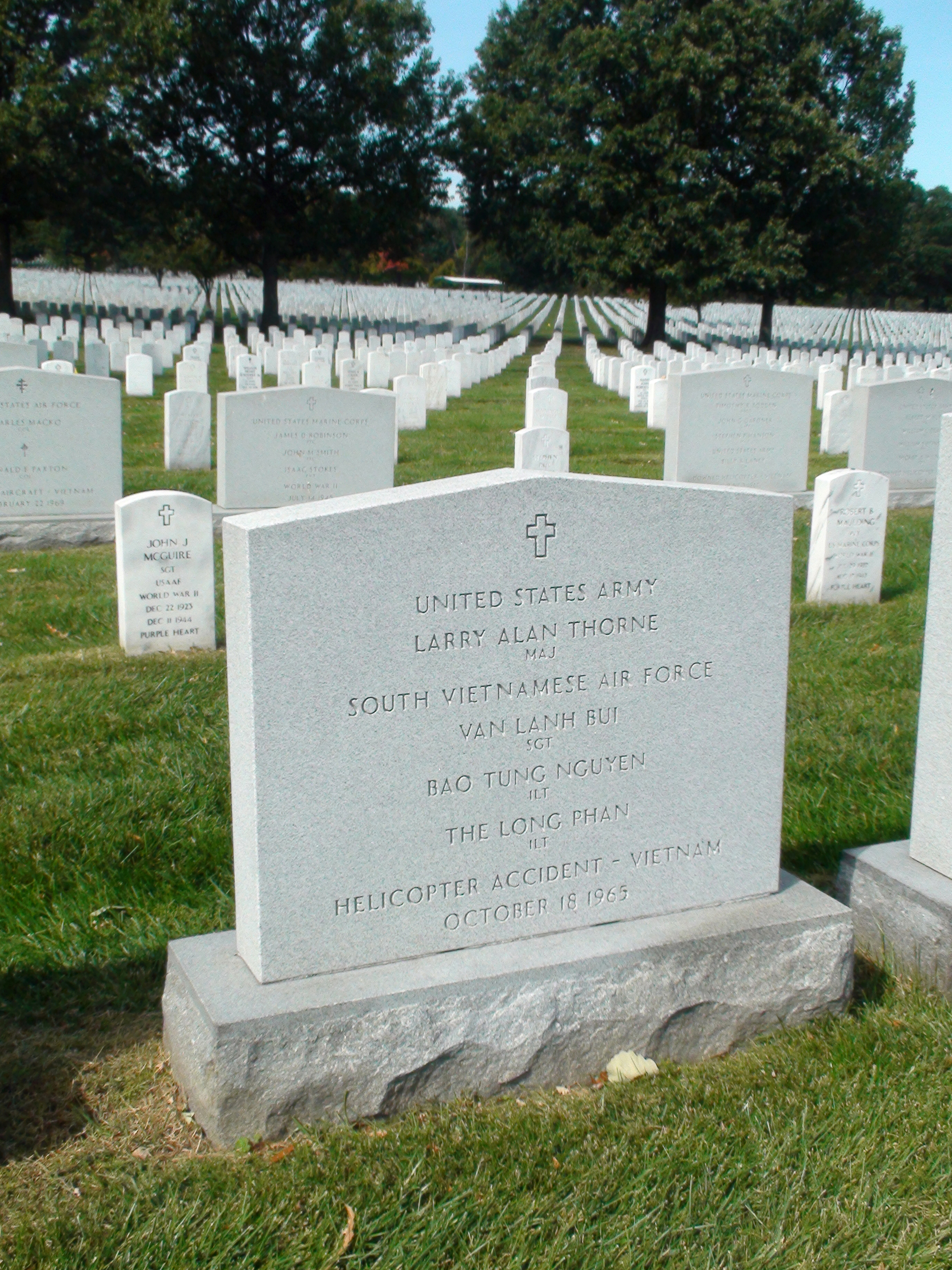
Могила Лаурі Терні на Арлінгтонському цвинтарі

Лаурі Терні був похований із військовими почестями 26 червня 2003 року на Арлінгтонському національному цвинтарі; разом із ним були поховані інші члени екіпажу його гелікоптера. Його могила розташована під номером 8136 у секції 60. Його ім'я також вигравійовано на Меморіалі ветеранів війни у В'єтнамі (рядок 126, панель 02Е).
На честь Терні було влаштовано пам'ятну церемонію у місті Сякюля 17 липня 2003 року. Його ім'я та дати життя також викарбувані на плиті сімейної могили на цвинтарі району Малмі в Гельсінкі.
3 березня 2004 року гільдія пам'яті загону Лаурі Терні у ході експедиції до В'єтнаму встановила на місці аварії гелікоптера сталеву меморіальну таблицю; вона закріплена на скелі у кількох десятках метрів від місця падіння гелікоптера на висоті приблизно 830 метрів.

## Військове звання у фінській армії
Президент Фінляндії Ю.К. Паасіківі видалив Терні зі списку офіцерів фінської армії згідно із представленням тодішнього командувача збройних сил країни Аарне Сіхво 6 жовтня 1950 року, проте його винагороди скасовані не були; цей випадок викликав низку дискусій. Згідно із параграфом 14 частини 2 кримінального кодексу країни у ситуації, коли обвинуваченого засуджено до втрати цивільної довіри, може бути втрачене і військове звання. Частиною вироку Терні була втрата цивільної довіри, тому до неї згідно із чинним на той момент законодавством автоматично додалася і втрата звання. Цивільна довіра була йому повернута на два роки раніше у зв'язку із помилуванням, проте військове звання ані у вироку, ані у помилуванні окремо не згадувалося. Згідно із позицією міністерства юстиції Терні не було повернуте військове звання через помилування, оскільки про це треба було подавати окреме прохання.
Член Верховного суду Фінляндії Юссі Тапані, втім, вважає, що військове звання Терні було повернуте йому після помилування у 1948 році, тому позбавлення його цього звання у 1950 році взагалі не мало б бути компетентним. На його думку, Терні все ще офіційно вважається капітаном фінської армії.

## Пам'ять
У 1990-х рр. Терні став відомим як герой війни, про нього було написано низку книг. У 2004 році він посів 52-ге місце у списку 100 найвідоміших фінів в ході глядацького голосування програми «Видатні фіни» (фін. Suuret Suomalaiset) національної телерадіомовної компанії YLE; у грудні 2006 року журналом Suomen Sotilas Терні був обраний найхоробрішим кавалером Хреста Маннергейма.
У Фінляндії товариші по службі, друзі та члени родин учасників загону Терні організували Гільдію традицій загону Лаурі Терні. Присвячені Терні експозиції є зокрема у Музеї піхоти Міккелі та Військовому музеї в Гельсінкі.
Ще до загибелі ім'я Терні стало легендарним у ССО. На честь нього названо зокрема головну будівлю 10-ї групи ССО (10 SFG (A)) у Форт-Карсоні штату Колорадо, де також знаходиться його меморіал. Усі урочистості підрозділу проводяться на площі Ларрі Торні. Також щорічно проходять нагородження найкращих операційних підрозділів премією Ларрі Торні. Його іменем також названо 33-й підрозділ Асоціації ССО у Клівленді штату Теннессі.
У 2010 році Терні був проголошений першим почесним членом 1-го полку ССО Армії США, а у 2011 році його було включено до Залу слави Командування спеціальних операцій США.
Пісня шведського power-metal-гурту Sabaton із альбому Heroes — Soldier of 3 Armies — присвячена Лаурі Терні.

### Роман «Зелені берети»
Як вже зазначалося, Лаурі Терні став прототипом капітана Свена Корні — одного із головних героїв роману американського письменника Робіна Мура «Зелені берети». Після проходження підготовчих курсів Мур відвідав базу в Тінх-Б'єні, після чого написав свій роман на основі пережитих подій. Пізніше за книгою у 1968 році був знятий однойменний фільм, головну роль у якому — полковника Майка Кірбі — зіграв Джон Вейн; втім, сценарій фільму був досить далеким від першотексту книги. Персонаж Кірбі також заснований на особистості Терні.
У фільмі показано епізод, що відбувався насправді в Тінх-Б'єні у 1964 році, а саме захоплення військами В'єтконгу американських вогневих позицій, коли вони почали обстрілювати їх власними кулеметами. Терні про це безперечно знав та таємно замінував власні позиції. Підриваючи міни, він знищив ворогів, проте не їх зброю — вона пізніше була захоплена, і завдяки ній битву було виграно.

### Ставлення у суспільстві та літературі
У 2013 році було опубліковано книгу під назвою «Tuntematon Lauri Törni» (фін. «Невідомий Лаурі Терні»), автори якої, науковці Юга Пог'йонен та Оула Сілвеннойнен, стверджували, що у ній представлені нові факти про Терні. Зокрема, вони стверджують, що у Фінляндії про нього склалося неправильне уявлення та критикують різних письменників за те, що вони начебто створили героїчний міф про Терні на основі власних ідеалів та приховали його неприємні риси. У книзі вони прагнуть виявити двоєдушний характер Терні: начебто тверезим він був стриманим, ввічливим та закритим, проте під впливом алкоголю ставав агресивним, непередбачуваним та навіть небезпечним для оточення. За їх словами, Терні керувався не патріотизмом або ідеалами, а, мовляв, сам розповідав, що його мотивами була лише «жага діяльності» та війна як така. Окрім цього вони вважають виправданим вирок Терні за державну зраду, адже навчання в СС, яке він пройшов наприкінці Другої світової, мало допомогти йому здійснити націонал-соціалістичний переворот у Фінляндії. Втім, цю позицію спростували члени Гільдії традицій загону Лаурі Терні, які підтвердили, що Терні зазнав тиску від війни та вживання алкоголю, проте стверджували, що він не підтримував Німеччину.
Письменник та дипломат Дж. Майкл Клеверлі, який написав про Терні у 2003 році книгу «Lauri Törni, syntynyt sotilaaksi» (англ. «Лаурі Терні, народжений солдатом»), також критикував книгу Пог'йонена та Сілвеннойнена, стверджуючи, що вона подає мало нового про Терні, містить помилки та має досить вибіркову позицію. На думку Клеверлі, вона не розповідає про те, що командири в американській армії цінували Терні серед кращих офіцерів та описували його особливо кмітливим, коректним та природженим лідером.
Фінський історик, а пізніше міністр оборони країни (2015-2019) Юссі Нііністе стверджував, що Пог'йонен та Сілвеннойнен не наводять жодних нових фактів про Терні. За його словами такі факти, як вживання Терні алкоголю або його вирок за зраду, раніше не приховувалися. Також він вважав, що навчання Терні в СС насправді було скероване його патріотизмом по відношенню до батьківщини, та звинуватив авторів книги у тому, що вони підіймають ненависть із метою підняття продажів свого твору, не зважаючи на «той факт, що у Фінляндії існував справжній страх того, що Росія окупує її».
За словами біографа Терні, письменника Карі Каллонена, твердження про вплив алкоголю на кар'єру Терні на основі документальних джерел перебільшені з метою пропаганди.
Мауно Койвісто стверджував, що Терні мав як добрі, так і погані риси. Він був шанованим командиром, який не вимагав від підлеглих нічого того, що б не робив сам, та брав участь у різних завданнях так само, як і інші солдати його роти. Також він був закритим, мовчазним та подекуди потрапляв у сварки. Проблемою була також і відсутність формальної дисципліни. На думку Койвісто, Терні командував ротою «украй погано», а інший з його підлеглих дивувався, «чи командували нами взагалі».
Командир Торні в армії США, втім, визнавав його командирські навички винятково добрими. Другий його командир в армії США вважав його кращим солдатом, якого він коли-небудь знав. У В'єтнамі Торні був віднесений до вищих щаблів рейтингу, який покривав лише 2-6% бійців (серед капітанів). Методи регулярних оцінок, що проводилися у В'єтнамі в армії США, були досить жорсткими, проте успіхи Торні у будь-якому випадку були визначними.

## Відомості про службу
| Фінська армія - 3 вересня 1938 - солдат строкової служби (у резерві) - 1 березня 1939 - молодший сержант запасу - 9 травня 1940 - фенрих запасу - 5 березня 1942 - лейтенант запасу - 27 серпня 1944 - капітан запасу - 6 жовтня 1950 - втрата військового звання та видалення зі списку офіцерів Нагороди: - Медаль свободи 2-го класу - 26 липня 1940 - Медаль свободи 1-го класу - 24 серпня 1940 - Хрест Свободи 3-го класу - 9 жовтня 1941 - Хрест Свободи 4-го класу - 23 травня 1942 - Хрест Маннергейма - 9 липня 1944 - Пам'ятний хрест 1-ї дивізії - Хрест прикордонних єгерів - Бронзова медаль збройних сил | Німеччина, Ваффен-СС - 18 травня 1941 - унтерштурмфюрер (Нордост) - 15 квітня 1945 гауптштурмфюрер (Зондеркоммандо Норд) Нагороди: - Залізний Хрест 2-го класу 11 грудня 1943 | Армія США - 28 січня 1954 рядовий - 20 грудня 1954 капрал - 28 квітня 1955 молодший сержант - 17 листопада 1955 сержант - 9 січня 1957 лейтенант (зап.) - 30 листопада 1960 капітан (зап.) - 16 грудня 1965 майор (зап., посмертно) Нагороди: - Бронзова Зірка - Похвальна медаль армії - Пурпурове серце (× 2) - Легіон заслуг - Медаль за відмінну поведінку в армії - Медаль за службу національній обороні - Медаль «За кампанію у В'єтнамі» - Медаль за службу у В'єтнамі - Повітряна медаль - Значок бойового піхотинця - Значок парашутиста (майстер) - Хрест льотних заслуг - Почесний член 1-го полку Сил спеціального призначення |